# Where Twilight Dwells
Where Twilight Dwells – debiutancki album niemiecko–norweskiej grupy folmetalowej Midnattsol. Wydany w 2005 roku przez wytwórnię Napalm Records.

## Lista utworów
1. ”Another Return” – 05:03
2. ”Lament” – 04:07
3. ”Unpayable Silence” – 05:04
4. ”Haunted” – 03:24
5. ”Desolation” – 04:22
6. ”Enlightenment” – 04:07
7. ”Tårefall” –	04:23
8. ”Infinite Fairytale” – 04:46
9. ”På Leting” –	04:07
10. ”Dancing With the Midnight Sun” – 03:58
11. ”Tapt Av Håp” – 07:56

## Wykonawcy
- Carmen Elise Espenæs – wokal
- Chris Hector – gitara
- Chris Merzinsky – perkusja
- Birgit Öllbrunner – gitara basowa
- Daniel Fischer – klawisze
- Daniel Droste – gitara